# استفانو مایر
استفانو مایر (انگلیسی: Stefano Maier؛ زادهٔ ۴ دسامبر ۱۹۹۲) بازیکن فوتبال اهل آلمان است.
از باشگاه‌هایی که در آن بازی کرده‌است می‌توان به باشگاه فوتبال کیکرز اوفنباخ اشاره کرد.